# BDF-3299
BDF-3299 es una galaxia remota con un corrimiento al rojo de z = 7.109 que corresponde a una distancia recorrida por la luz para llegar a la Tierra de 12.9 billones de años luz.